# Richard Dehmel

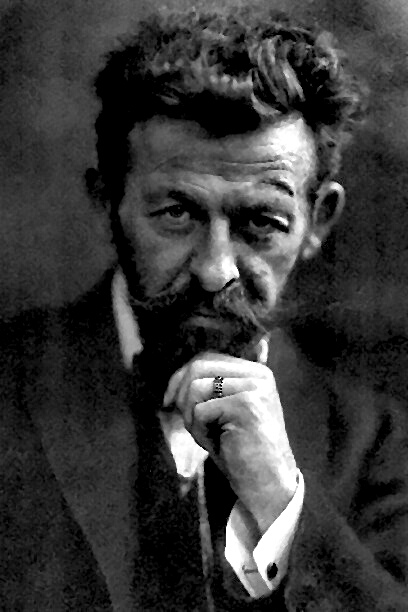
Richard Dehmel en 1905. Fotografía de Rudolf Dührkoop.

Richard Dehmel (Wendisch-Helmsdorf, 18 de noviembre de 1863 - Blankenese, 8 de febrero de 1920) fue un escritor y poeta alemán.

## Crítica a la obra
Dehmel está considerado uno de los más importantes poetas alemanes de preguerra. Sus poemas han sido musicados por compositores de la categoría de Richard Strauss, Max Reger, Arnold Schönberg, Anton Webern, Kurt Weill y Alma Schindler-Mahler, o bien han inspirado su música. El tema principal de su obra poética es "el amor y el sexo", que usó como fuerza capaz de romper los prejuicios de las clases medias.

## Obras
- Erlösungen, poemas 1891
- Aber die Liebe, poemas 1893
- Weib und Welt, poemas 1896
- Verklärte Nacht, poema 1896
- Zwei Menschen. Roman in Romanzen, 1903
- Die Verwandlungen der Venus, poemas 1907
- Michel Michael, comedia 1911
- Schöne wilde Welt, poemas 1913
- Die Menschenfreunde, Drama 1917
- Mein Leben, autobiografico 1922 (póstumo)